# Torrecilla en Cameros
Torrecilla en Cameros és un municipi de la Rioja, a la regió de la Rioja Mitjana, dins la subcomarca de Camero Nuevo. És el cap comarcal de la Tierra de Cameros.

## Divisió administrativa
El poble està format per tres barris.
- San Martín (El Barri) el més important, cap al qual confluïxen els altres dos, presidit per l'església del mateix nom. En estar situat en un vessant, alguns dels seus carrers són molt escarpats.
- Barruelo, és únic dels tres situat en la ribera dreta del riu Iregua.
- Villamayor o El Campillo, primitiu assentament de la vila que compta amb una església dedicada a San Antón.

## Història
Antigament a Torrecilla va haver un assentament de Pelendons. A la fi el segle x i a mitjan segle xi va haver una repoblació de colons vascons, castellans i navarresos. Les primeres dades escrits apareixen el 1066 en el testament d'Estefania de Foix, vídua del Rei Garcia IV Sanxes III de Navarra, el de Nájera, en el qual atorga la vila, juntament amb Leza i altres pobles de Cameros al seu fill l'infant Ramir de Navarra, el qual en 1081 donà al monestir de Santa María la Real de Nájera.
Durant l'edat mitjana va haver un gran desenvolupament econòmic gràcies a la ramaderia d'ovella merina i la transhumància. D'aquesta raça d'ovelles s'obtenia una gran abundància de llana, el que donava lloc a una important indústria tèxtil. Va ser un poble molt pròsper en els anys de la Mesta de pastors i les fàbriques de draps. Torrecilla no va estar compresa en el privilegi del Senyoriu de Cameros atorgat per Enric II de Trastamara a Juan Ramírez de Arellano en 1366. Durant el regnat de Carles I, es va fundar la Germandat de les Tretze Viles.
El segle xvii va ser una època de gran creixement econòmic per a la població. En aquesta època existien en el poble tretze mil caps de bestiar oví transhumant que també contribuïa a una activa producció tèxtil. En aquest temps va ser seu de la Noblesa Camerana i queden mansions i casones d'aquella època. A mitjan segle xix havia 9 fàbriques de draps, 2 de paper, 1 de xocolata, diferents molins fariners, 3 tafones, 6 tints amb les seves corresponents premses tundidoras.

## Personatges ilu·lstres
- Práxedes Mateo Sagasta (1825-1903), president del govern espanyol.
- José Antonio Manso de Velasco y Sánchez de Samaniego (1688-1767), governador de Xile i virrei del Perú.